# Nizhnetavdinsky (huyện)
Huyện Nizhnetavdinsky (tiếng Nga: ? райо́н) là một huyện hành chính tự quản (raion), của Tỉnh Tyumen, Nga. Huyện có diện tích 7379 km², dân số thời điểm ngày 1 tháng 1 năm 2000 là 27000 người. Trung tâm của huyện đóng ở Nizhnaya Tavda.